# The Black Dog
The Black Dog è un gruppo musicale britannico.

## Storia
I Black Dog sono stati fondati nel 1989 ed erano inizialmente composti da Ed Handley, Andy Turner e Ken Downie. Dopo aver pubblicato una serie di singoli ed EP ed essere apparsi nella compilation Artificial Intelligence (1992), considerata la capostipite dell'ambient techno, hanno ricevuto un primo momento di visibilità grazie ad alcuni album usciti per la Warp fra cui Bytes (1993) attribuito però a diversi loro pseudonimi e fra i primi esempi della cosiddetta "techno intelligente", e Spanners (1994), più eclettico e ricco di riferimenti al jazz e alla musica etnica. In seguito alla dipartita di Ed Handley e Andy Turner, che hanno avviato il progetto Plaid, Ken Downie ha mantenuto attiva la sigla Black Dog da solo incidendo Music for Adverts (and Short Films) (1996) e due collaborazioni con l'artista spoken word Black Sifichi: Unsavoury Products (2002), un omaggio a William Borroughs, e Genetically Modified - Remix Album (2003). Nel 2005, i Black Dog sono tornati a essere un trio con l'ingresso nell'organico dei fratelli Martin e Richard Dust, già da tempo collaboratori del gruppo, e, sempre durante lo stesso anno, il gruppo ha aperto l'etichetta privata Dust Science. Fra le molte pubblicazioni che sono seguite vi sono stati il ballabile Radio Scarecrow (2008), Music for Real Airports (2010), concept album sul tema degli aeroporti dal titolo che richiama Music for Airports di Brian Eno, e Liber Dogma (2011), che omaggia la minimal techno berlinese.

## Stile musicale
Lo stile dei Black Dog è una techno sperimentale e misteriosa spesso incline alla contaminazione con altri generi fra cui il drum and bass e la jungle. AllMusic li considera uno dei gruppi di musica elettronica più influenti di tutti i tempi per aver portato a definizione la techno non finalizzata al ballo e sono anche stati inseriti fra i principali artisti electronica insieme ad Aphex Twin e agli Autechre. In più di un'occasione, la loro stilistica è stata da loro definita una "ricerca di un'anima all'interno di un computer". Fra le fonti di ispirazione del gruppo vi sono il paganesimo, il paranormale e l'occulto.

## Discografia
- 1993 – Bytes
- 1993 – Temple of Transparent Balls
- 1995 – Spanners
- 1996 – Music for Adverts (and Short Films)
- 2002 – Unsavoury Products (con Black Sifichi)
- 2003 – Genetically Modified
- 2005 – Silenced
- 2006 – Thee Singles
- 2007 – Book of Dogma
- 2007 – Temple Of Transparent Balls
- 2008 – Radio Scarecrow
- 2009 – Further Vexations
- 2010 – Music for Real Airports
- 2010 – Final Collected Vexations
- 2011 – Liber Dogma
- 2013 – Tranklements
- 2014 – Liber Collected
- 2015 – Neither/Neither
- 2015 – Very Extended Play
- 2016 – The Book of Dogma III
- 2018 – Black Daisy Wheel
- 2018 – Post-Truth
- 2019 – Conspiracy Tapes RMX Destruction Day
- 2019 – The Book of Dogma IV
- 2019 – Ov Mind, Ov Magick (Live at BEMF, Bozar 21.03.2009)